# PLOS Genetics
PLOS Genetics (do 2012 r. PLoS Genetics) – recenzowane czasopismo naukowe, publikujące na zasadach wolnej licencji prace naukowe z dziedziny genetyki. Profil czasopisma obejmuje szeroko pojętą genetykę, w tym genetykę ludzi, ale także organizmów modelowych od myszy do muszek owocówek, roślin i bakterii. Publikowane prace są skierowane do szerszego grona czytelników, a związane m.in. z nowymi genami i ich odkryciem oraz funkcją, genetyką populacji, projektami badania genomów, genomiką funkcjonalną i porównawczą, genetyką medyczną, biologią chorób, ewolucją, ekspresją genów, biologią chromosomów oraz epigenetyką. Główna siedziba redakcji czasopisma mieści się w Stanach Zjednoczonych, a czasopismo publikowane jest w języku angielskim.
Czasopismo wydaje organizacja non-profit Public Library of Science (PLOS), która zajmuje się publikacją treści naukowych na zasadzie otwartego dostępu. Wszystkie treści w czasopiśmie publikowane są na licencji Creative Commons w wersji 2.5 z uznaniem autorstwa (CC-BY-2.5), oznaczanej skrótowo na stronie czasopisma jako CCAL. By pokryć wydatki związane z utrzymaniem czasopisma, w większości przypadków pobiera się opłaty od autorów artykułów.
Według ISI w roku 2014 impact factor czasopisma wyniósł 7,528.